# Рајтстаун (Њу Џерзи)
Рајтстаун (енгл. Wrightstown) град је у америчкој савезној држави Њу Џерзи.

## Демографија
По попису из 2010. године број становника је 802, што је 54 (7,2%) становника више него 2000. године.
| Група             | 2000.       | 2010.       |
| Белци             | 354 (47,3%) | 321 (40,0%) |
| Афроамериканци    | 226 (30,2%) | 169 (21,1%) |
| Азијати           | 54 (7,2%)   | 48 (6,0%)   |
| Хиспаноамериканци | 84 (11,2%)  | 225 (28,1%) |
| Укупно            | 748         | 802         |